# (17173) Evgenyamosov
(17173) Evgenyamosov est un astéroïde de la ceinture principale.

## Description
(17173) Evgenyamosov est un astéroïde de la ceinture principale. Il fut découvert le 7 septembre 1999 à Socorro (Nouveau-Mexique) par le projet LINEAR. Il présente une orbite caractérisée par un demi-grand axe de 2,40 UA, une excentricité de 0,15 et une inclinaison de 0,8° par rapport à l'écliptique.

## Compléments